# Світова серія з тріатлону
Чемпіонат світу з тріатлону або Всесвітня чемпіонська серія (англ. ITU World Triathlon Series) — щорічний турнір, в якому розігрується звання чемпіона світу з тріатлону. Проводиться в декілька етапів. На кожному з них кращі спортсмени отримують бали, які сумуються протягом сезону. Останній старт сезону вважається найпрестижнішим. Він називається Гранд-фіналом. На цьому етапі триатлоністи отримують більшу кількість очок у порівнянні з іншими змаганнями серії. Зокрема, протягом сезону 2019 переможці семи етапів отримували по 800 балів, а кращий атлет Гранд-фіналу — 1200.
З 1989 по 2008 роки Міжнародний союз триатлону визначав чемпіона світу по результатам однієї гонки. Стрімке зростання популярності цього виду спорту привело до створення в 2009 році Всесвітньої серії. Зазвичай етапи серії проходять на олімпійській дистанції: плавання — 1,5 км, велоперегони — 40 км, біг — 10 км. Інколи змагання проходять на спринтерській дистанції: плавання — 0,75 км, велоперегони — 20 км, біг — 5 км.

## Чоловіки
| Рік            | Золото                    | Срібло                 | Бронза                      |
| Один турнір    | Один турнір               | Один турнір            | Один турнір                 |
| -------------- | ------------------------- | ---------------------- | --------------------------- |
| 1989           | Марк Аллен (USA)          | Гленн Кук (GBR)        | Рік Веллс (NZL)             |
| 1990           | Грег Велш (AUS)           | Бред Бівен (AUS)       | Стефен Форстер (AUS)        |
| 1991           | Майлс Стюарт (AUS)        | Рік Веллс (NZL)        | Майк Пігг (USA)             |
| 1992           | Саймон Лессінг (GBR)      | Райнер Мюллер (GER)    | Роб Барел (NED)             |
| 1993           | Спенсер Сміт (GBR)        | Саймон Лессінг (GBR)   | Гаміш Картер (NZL)          |
| 1994           | Спенсер Сміт (GBR) (2)    | Бред Бівен (AUS)       | Ральф Еггерт (GER)          |
| 1995           | Саймон Лессінг (GBR) (2)  | Бред Бівен (AUS)       | Ральф Еггерт (GER)          |
| 1996           | Саймон Лессінг (GBR) (3)  | Люк ван Лірд (BEL)     | Леандро Маседо (BRA)        |
| 1997           | Кріс Маккормак (AUS)      | Гаміш Картер (NZL)     | Саймон Лессінг (GBR)        |
| 1998           | Саймон Лессінг (GBR) (4)  | Пол Емі (NZL)          | Майлс Стюарт (AUS)          |
| 1999           | Дмитро Гааг (KAZ)         | Саймон Лессінг (GBR)   | Майлс Стюарт (AUS)          |
| 2000           | Олів'є Марсо (FRA)        | Пітер Робертсон (AUS)  | Крейг Волтон (AUS)          |
| 2001           | Пітер Робертсон (AUS)     | Кріс Гілл (AUS)        | Крейг Вотсон (NZL)          |
| 2002           | Іван Ранья (ESP)          | Пітер Робертсон (AUS)  | Ендрю Джонс (GBR)           |
| 2003           | Пітер Робертсон (AUS) (2) | Іван Ранья (ESP)       | Олів'є Марсо (SUI)          |
| 2004           | Бівен Докерті (NZL)       | Іван Ранья (ESP)       | Дмитро Гааг (KAZ)           |
| 2005           | Пітер Робертсон (AUS) (3) | Рето Гуг (SUI)         | Бред Калефельдт (AUS)       |
| 2006           | Тім Дон (GBR)             | Гаміш Картер (NZL)     | Фредерік Белобре (FRA)      |
| 2007           | Данієль Унгер (GER)       | Хав'єр Гомес (ESP)     | Бред Калефельдт (AUS)       |
| 2008           | Хав'єр Гомес (ESP)        | Бівен Докерті (NZL)    | Рето Гуг (SUI)              |
| Серія турнірів |                           |                        |                             |
| 2009           | Алістер Браунлі (GBR)     | Хав'єр Гомес (ESP)     | Майк Петцольд (GER)         |
| 2010           | Хав'єр Гомес (ESP) (2 †)  | Штеффен Юстус (GER)    | Бред Калефельдт (AUS)       |
| 2011           | Алістер Браунлі (GBR) (2) | Джонатан Браунлі (GBR) | Хав'єр Гомес (ESP)          |
| 2012           | Джонатан Браунлі (GBR)    | Хав'єр Гомес (ESP)     | Дмитро Полянський (RUS)     |
| 2013           | Хав'єр Гомес (ESP) (3)    | Джонатан Браунлі (GBR) | Маріо Мола (ESP)            |
| 2014           | Хав'єр Гомес (ESP) (4)    | Маріо Мола (ESP)       | Джонатан Браунлі (GBR)      |
| 2015           | Хав'єр Гомес (ESP) (5)    | Маріо Мола (ESP)       | Венсан Луї (FRA)            |
| 2016           | Маріо Мола (ESP)          | Джонатан Браунлі (GBR) | Фернандо Аларса (ESP)       |
| 2017           | Маріо Мола (ESP) (2)      | Хав'єр Гомес (ESP)     | Крістіан Блумменфельт (NOR) |
| 2018           | Маріо Мола (ESP) (3)      | Венсан Луї (FRA)       | Якоб Бертвістл (AUS)        |
| 2019           | Венсан Луї (FRA)          | Маріо Мола (ESP)       | Хав'єр Гомес (ESP)          |
| 2020           | Венсан Луї (FRA)          | Васко Віласа (POR)     | Лео Берже (FRA)             |

## Жінки

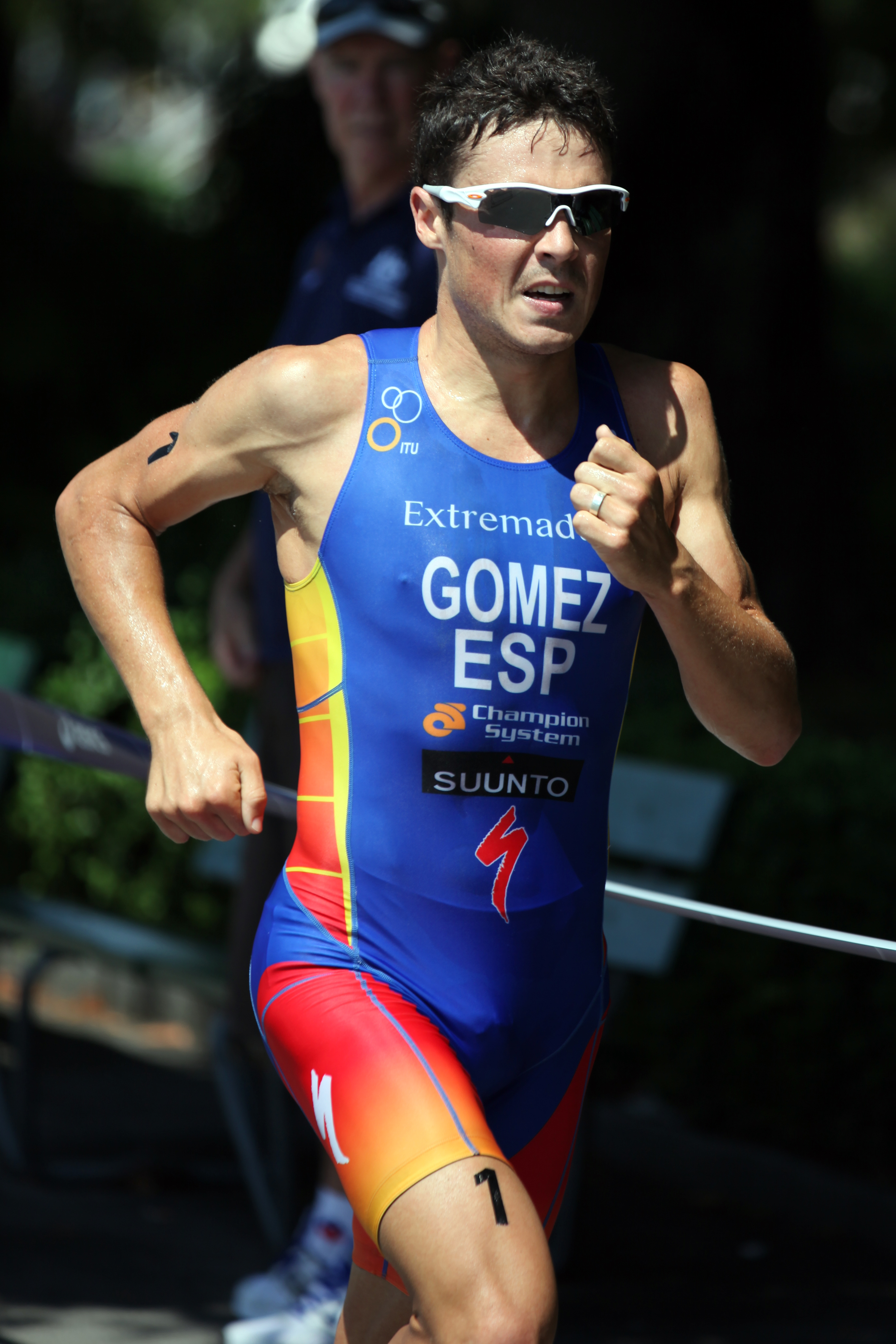
Хав'єр Гомес
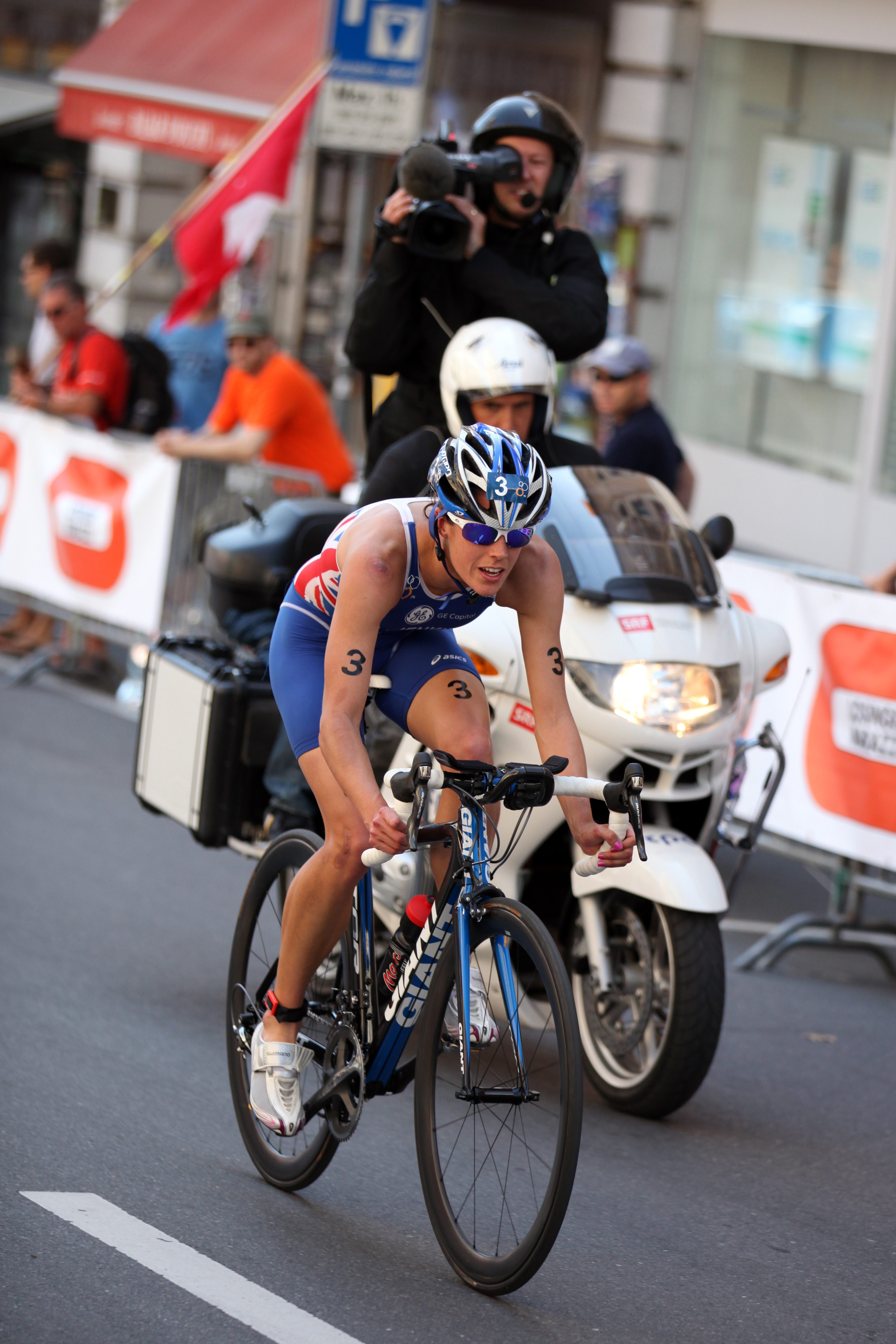
Гелен Єнкінс
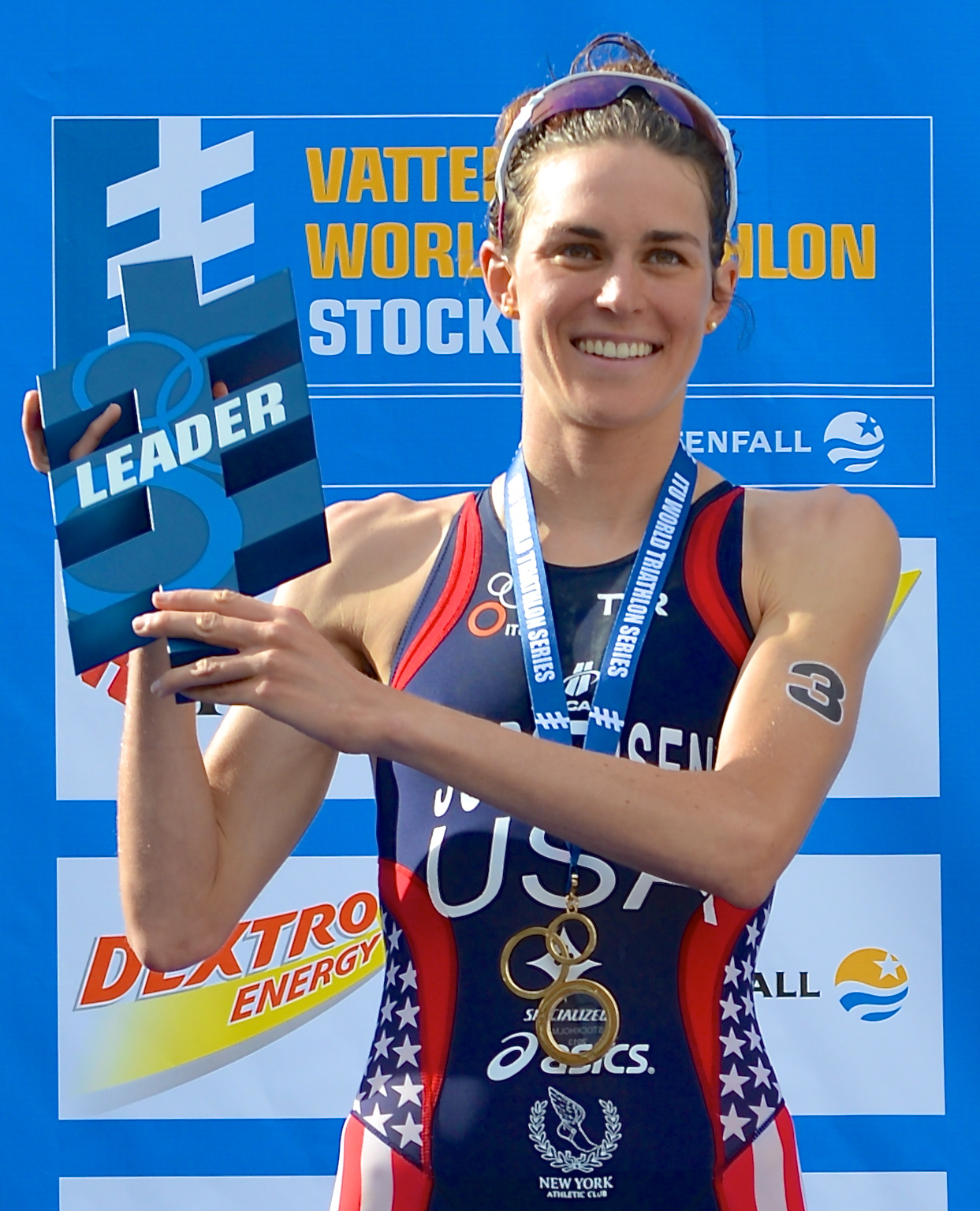
Гвен Йоргенсен

| Рік            | Золото                      | Срібло                  | Бронза                      |
| Один турнір    | Один турнір                 | Один турнір             | Один турнір                 |
| -------------- | --------------------------- | ----------------------- | --------------------------- |
| 1989           | Ерін Бейкер (NZL)           | Джан Ріпплі (USA)       | Лорі Самуельсон (USA)       |
| 1990           | Карен Смайрс (USA)          | Керол Монтгомері (CAN)  | Джой Гансен (USA)           |
| 1991           | Джоанна Рітчі (CAN)         | Террі Сміт (CAN)        | Мішель Джонс (AUS)          |
| 1992           | Мішель Джонс (AUS)          | Джоанна Рітчі (CAN)     | Мелісса Мантак (USA)        |
| 1993           | Мішель Джонс (AUS) (2)      | Карен Смайрс (USA)      | Джоанна Рітчі (CAN)         |
| 1994           | Емма Керні (AUS)            | Анетте Педерсен (DEN)   | Сара Гарроу (NZL)           |
| 1995           | Карен Смайрс (USA) (2)      | Джекі Галлахер (AUS)    | Джой Лютнер (USA)           |
| 1996           | Джекі Галлахер (AUS)        | Емма Керні (AUS)        | Керол Монтгомері (CAN)      |
| 1997           | Емма Керні (AUS) (2)        | Джекі Галлахер (AUS)    | Мішель Джонс (AUS)          |
| 1998           | Джоанна Кінг (AUS)          | Мішель Джонс (AUS)      | Евелін Вільямсон (NZL)      |
| 1999           | Лоретта Гарроп (AUS)        | Джекі Галлахер (AUS)    | Емма Керні (AUS)            |
| 2000           | Ніколь Гекетт (AUS)         | Керол Монтгомері (CAN)  | Мішель Джонс (AUS)          |
| 2001           | Сірі Ліндлей (USA)          | Мішель Джонс (AUS)      | Джоанна Зейгер (USA)        |
| 2002           | Лінда Кейв (GBR)            | Барбара Ліндквіст (USA) | Мішель Діллон (GBR)         |
| 2003           | Емма Сноусілл (AUS)         | Лора Беннетт (USA)      | Мішель Джонс (AUS)          |
| 2004           | Шейла Таорміна (USA)        | Лоретта Гарроп (AUS)    | Лора Беннетт (USA)          |
| 2005           | Емма Сноусілл (AUS) (2)     | Аннабель Люксфорд (AUS) | Лора Беннетт (USA)          |
| 2006           | Емма Сноусілл (AUS) (3)     | Ванесса Фернандеш (POR) | Фелісіті Абрам (AUS)        |
| 2007           | Ванесса Фернандеш (POR)     | Емма Сноусілл (AUS)     | Лора Беннетт (USA)          |
| 2008           | Гелен Такер (GBR)           | Сара Гаскінс (USA)      | Саманта Воррінер (NZL)      |
| Серія турнірів |                             |                         |                             |
| 2009           | Емма Моффатт (AUS)          | Ліза Нурден (SWE)       | Андреа Г'юїтт (NZL)         |
| 2010           | Емма Моффатт (AUS) (2)      | Нікола Шпіріг (SUI)     | Ліза Нурден (SWE)           |
| 2011           | Гелен Дженкінс (GBR) (2)    | Андреа Г'юїтт (NZL)     | Сара Грофф (USA)            |
| 2012           | Ліза Нурден (SWE)           | Анне Гауг (GER)         | Андреа Г'юїтт (NZL)         |
| 2013           | Нон Стенфорд (GBR)          | Джоді Стімпсон (GBR)    | Анне Гауг (GER)             |
| 2014           | Гвен Йоргенсен (USA)        | Сара Грофф (USA)        | Андреа Г'юїтт (NZL)         |
| 2015           | Гвен Йоргенсен (USA) (2)    | Андреа Г'юїтт (NZL)     | Сара Тру (USA)              |
| 2016           | Флора Даффі (BER)           | Гвен Йоргенсен (USA)    | Аі Уєда (JPN)               |
| 2017           | Флора Даффі (BER) (2)       | Ешлі Джентлі (AUS)      | Кеті Зеферес (USA)          |
| 2018           | Вікі Голланд (GBR)          | Кеті Зеферес (USA)      | Джорджія Тейлор-Браун (GBR) |
| 2019           | Кеті Зеферес (USA)          | Джессіка Лермонт (GBR)  | Джорджія Тейлор-Браун (GBR) |
| 2020           | Джорджія Тейлор-Браун (FRA) | Флора Даффі (BER)       | Лаура Ліндеманн (GER)       |

- Хав'єр Гомес
- Гелен Єнкінс
- Гвен Йоргенсен

## Сумарні показники

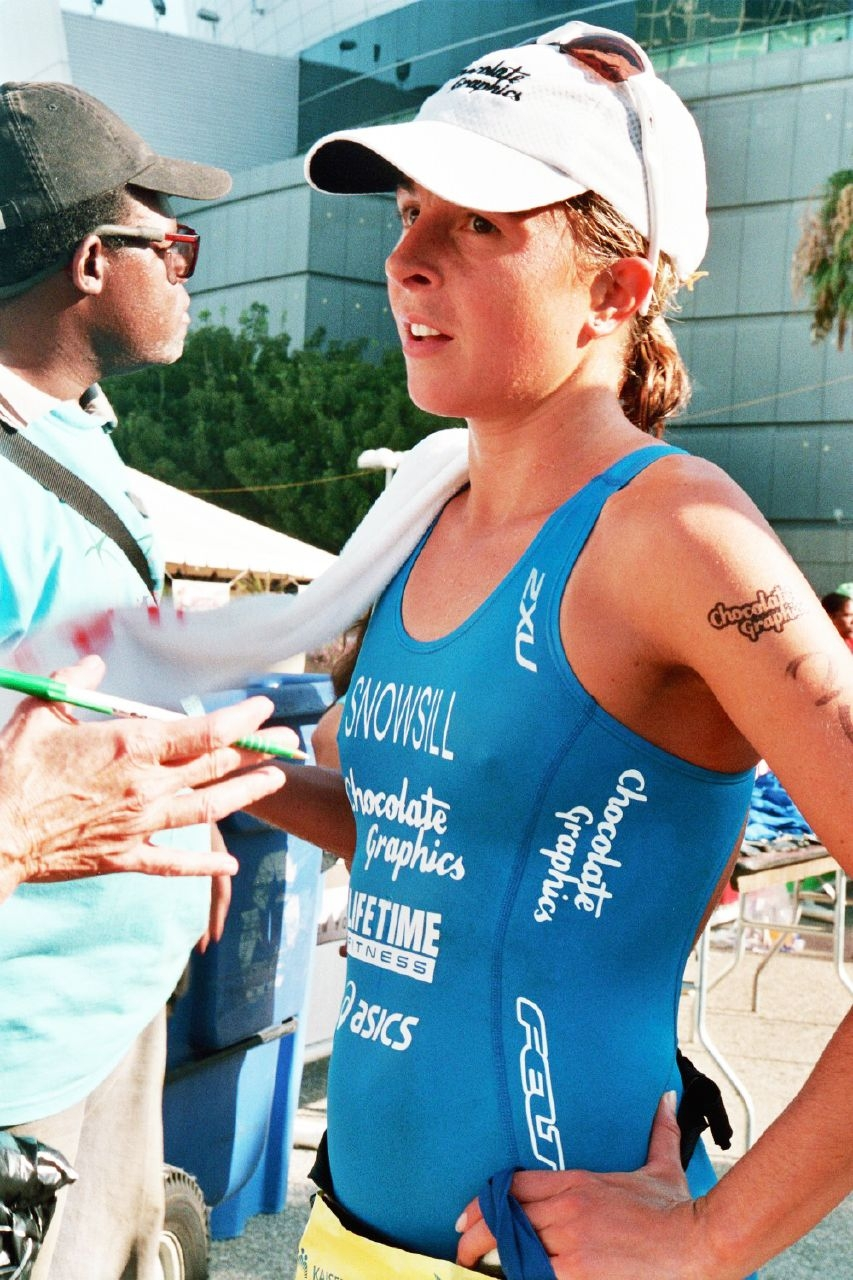
Австралійка Емма Сноусілл — триразова чемпіонка.

Впродовж 1989—2008 років:
| №  | Країна          | Gold | Silver | Bronze |
| -- | --------------- | ---- | ------ | ------ |
| 1  | Австралія       | 17   | 15     | 13     |
| 2  | Велика Британія | 9    | 4      | 3      |
| 3  | США             | 5    | 5      | 9      |
| 4  | Нова Зеландія   | 2    | 4      | 5      |
| 5  | Іспанія         | 2    | 3      |        |
| 6  | Канада          | 1    | 4      |        |
| 7  | Німеччина       | 1    | 1      | 2      |
| 8  | Португалія      | 1    | 1      |        |
| 9  | Франція         | 1    |        | 1      |
| 9  | Казахстан       | 1    |        | 1      |
| 11 | Швейцарія       |      | 1      | 2      |
| 12 | Бельгія         |      | 1      |        |
| 12 | Данія           |      | 1      |        |
| 14 | Бразилія        |      |        | 1      |
| 14 | Нідерланди      |      |        | 1      |

З 2009 року:
| Місце               | Країна                   | Золото | Срібло | Бронза | Загалом |
| ------------------- | ------------------------ | ------ | ------ | ------ | ------- |
| 1                   | Іспанія (ESP)            | 7      | 6      | 4      | 17      |
| 2                   | Велика Британія (GBR)    | 7      | 5      | 3      | 15      |
| 3                   | США (USA)                | 3      | 3      | 3      | 9       |
| 4                   | Австралія (AUS)          | 2      | 1      | 2      | 5       |
| 4                   | Франція (FRA)            | 2      | 1      | 2      | 5       |
| 6                   | Бермудські Острови (BER) | 2      | 1      | 0      | 3       |
| 7                   | Швеція (SWE)             | 1      | 1      | 1      | 3       |
| 8                   | Нова Зеландія (NZL)      | 0      | 2      | 3      | 5       |
| 8                   | Німеччина (GER)          | 0      | 2      | 3      | 5       |
| 10                  | Португалія (POR)         | 0      | 1      | 0      | 1       |
| 10                  | Швейцарія (SUI)          | 0      | 1      | 0      | 1       |
| 12                  | Норвегія (NOR)           | 0      | 0      | 1      | 1       |
| 12                  | Росія (RUS)              | 0      | 0      | 1      | 1       |
| 12                  | Японія (JPN)             | 0      | 0      | 1      | 1       |
| Загалом (14 збірні) | Загалом (14 збірні)      | 24     | 24     | 24     | 72      |

## Переможці етапів
На етапах світової серії здобували перемоги:
| Атлет                 | Всього | 2009 (8) | 2010 (7) | 2011 (8) | 2012 (9) | 2013 (8) | 2014 (8) | 2015 (10) | 2016 (9) | 2017 (9) | 2018 (8) | 2019 (8) | 2020 (1) |
| --------------------- | ------ | -------- | -------- | -------- | -------- | -------- | -------- | --------- | -------- | -------- | -------- | -------- | -------- |
| Алістер Браунлі       | 23     | 5        | 2        | 5        | 1        | 3        | 2        | 2         | 2        | 1        | —        | —        | —        |
| Маріо Мола            | 16     | —        | —        | —        | —        | —        | 1        | 2         | 4        | 4        | 4        | 1        | —        |
| Хав'єр Гомес          | 14     | —        | 2        | 1        | 1        | 2        | 4        | 2         | —        | 2        | —        | —        | —        |
| Джонатан Браунлі      | 13     | —        | —        | 1        | 3        | 3        | 1        | 2         | 1        | 1        | —        | 1        | —        |
| Венсан Луї            | 5      | —        | —        | —        | —        | —        | —        | 1         | —        | 1        | 1        | 1        | 1        |
| Річард Мюррей         | 3      | —        | —        | —        | 1        | —        | —        | 1         | —        | —        | 1        | —        | —        |
| Бівен Докерті         | 2      | 1        | 1        | —        | —        | —        | —        | —         | —        | —        | —        | —        | —        |
| Ян Фродено            | 2      | 1        | 1        | —        | —        | —        | —        | —         | —        | —        | —        | —        | —        |
| Жуан Сілва            | 2      | —        | —        | —        | 2        | —        | —        | —         | —        | —        | —        | —        | —        |
| Генрі Шуман           | 2      | —        | —        | —        | —        | —        | —        | —         | 1        | —        | 1        | —        | —        |
| Якоб Бертвістл        | 2      | —        | —        | —        | —        | —        | —        | —         | —        | —        | —        | 2        | —        |
| Джаррод Шімейкер      | 1      | 1        | —        | —        | —        | —        | —        | —         | —        | —        | —        | —        | —        |
| Стюарт Гейс           | 1      | —        | 1        | —        | —        | —        | —        | —         | —        | —        | —        | —        | —        |
| Бред Калефельдт       | 1      | —        | —        | 1        | —        | —        | —        | —         | —        | —        | —        | —        | —        |
| Штеффен Юстус         | 1      | —        | —        | —        | 1        | —        | —        | —         | —        | —        | —        | —        | —        |
| Фернандо Аларса       | 1      | —        | —        | —        | —        | —        | —        | —         | 1        | —        | —        | —        | —        |
| Каспер Сторнес        | 1      | —        | —        | —        | —        | —        | —        | —         | —        | —        | 1        | —        | —        |
| Доріан Конінкс        | 1      | —        | —        | —        | —        | —        | —        | —         | —        | —        | —        | 1        | —        |
| Єлле Генс             | 1      | —        | —        | —        | —        | —        | —        | —         | —        | —        | —        | 1        | —        |
| Крістіан Блумменфельт | 1      | —        | —        | —        | —        | —        | —        | —         | —        | —        | —        | 1        | —        |
|                       |        | —        | —        | —        | —        | —        | —        | —         | —        | —        | —        | —        | —        |

| Атлет                 | Всього | 2009 (8) | 2010 (7) | 2011 (8) | 2012 (9) | 2013 (8) | 2014 (8) | 2015 (10) | 2016 (9) | 2017 (9) | 2018 (8) | 2019 (8) | 2020 (1) |
| --------------------- | ------ | -------- | -------- | -------- | -------- | -------- | -------- | --------- | -------- | -------- | -------- | -------- | -------- |
| Гвен Йоргенсен        | 17     | —        | —        | —        | —        | 3        | 5        | 7         | 2        | —        | —        | —        | —        |
| Флора Даффі           | 10     | —        | —        | —        | —        | —        | —        | —         | 2        | 6        | 2        | —        | —        |
| Кеті Зеферес          | 6      | —        | —        | —        | —        | —        | —        | —         | 1        | —        | —        | 5        | —        |
| Андреа Г'юїтт         | 5      | 1        | —        | 1        | 1        | —        | —        | —         | —        | 2        | —        | —        | —        |
| Емма Моффатт          | 5      | 4        | —        | 1        | —        | —        | —        | —         | —        | —        | —        | —        | —        |
| Пола Фіндлей          | 5      | —        | 2        | 3        | —        | —        | —        | —         | —        | —        | —        | —        | —        |
| Вікі Голланд          | 5      | —        | —        | —        | —        | —        | —        | 2         | —        | —        | 3        | —        | —        |
| Нікола Шпіріг         | 4      | 1        | 1        | —        | 2        | —        | —        | —         | —        | —        | —        | —        | —        |
| Ліза Нурден           | 4      | 1        | 1        | —        | 2        | —        | —        | —         | —        | —        | —        | —        | —        |
| Гелен Дженкінс        | 4      | —        | —        | 2        | 1        | —        | —        | —         | 1        | —        | —        | —        | —        |
| Нон Стенфорд          | 4      | —        | —        | —        | —        | 2        | —        | —         | 1        | —        | —        | 1        | —        |
| Джоді Стімпсон        | 4      | —        | —        | —        | —        | 1        | 2        | —         | 1        | —        | —        | —        | —        |
| Анне Гауг             | 3      | —        | —        | —        | 1        | 2        | —        | —         | —        | —        | —        | —        | —        |
| Емма Сноусілл         | 2      | 1        | 1        | —        | —        | —        | —        | —         | —        | —        | —        | —        | —        |
| Барбара Ріверос       | 2      | —        | 1        | 1        | —        | —        | —        | —         | —        | —        | —        | —        | —        |
| Ерін Деншем           | 2      | —        | —        | —        | 2        | —        | —        | —         | —        | —        | —        | —        | —        |
| Сара Грофф            | 2      | —        | —        | —        | —        | —        | 1        | 1         | —        | —        | —        | —        | —        |
| Ешлі Джентлі          | 2      | —        | —        | —        | —        | —        | —        | —         | —        | 1        | 1        | —        | —        |
| Джорджія Тейлор-Браун | 2      | —        | —        | —        | —        | —        | —        | —         | —        | —        | —        | 1        | 1        |
| Данієла Ріф           | 1      | —        | 1        | —        | —        | —        | —        | —         | —        | —        | —        | —        | —        |
| Саммер Кук            | 1      | —        | —        | —        | —        | —        | —        | —         | 1        | —        | —        | —        | —        |
| Рахель Кламер         | 1      | —        | —        | —        | —        | —        | —        | —         | —        | —        | 1        | —        | —        |
| Кассандра Богран      | 1      | —        | —        | —        | —        | —        | —        | —         | —        | —        | 1        | —        | —        |
| Емма Джексон          | 1      | —        | —        | —        | —        | —        | —        | —         | —        | —        | —        | 1        | —        |